# Colli Orientali del Friuli Chardonnay
Le Colli Orientali del Friuli Chardonnay est un vin blanc italien de la région Frioul-Vénétie Julienne doté d'une appellation DOC depuis le 20 juillet 1970. Seuls ont droit à la DOC les vins blancs récoltés à l'intérieur de l'aire de production définie par le décret. Les vignobles autorisés se situent au nord - est de la province d'Udine dans les communes de Tarcento, Nimis, Faedis, Povoletto, Attimis, Torreano, San Pietro al Natisone, Prepotto, Premariacco, Buttrio, Manzano, San Giovanni al Natisone et Corno di Rosazzo.
Le Colli Orientali del Friuli Chardonnay répond à un cahier des charges moins exigeant que le Colli Orientali del Friuli Chardonnay riserva, essentiellement en relation avec le vieillissement. Voir aussi l’article et Colli Orientali del Friuli Chardonnay superiore.

## Caractéristiques organoleptiques
- couleur : jaune paille plus ou moins intense
- odeur : délicat, caractéristique
- saveur : sèche, plein, harmonique, légèrement aromatique

Le Colli Orientali del Friuli Chardonnay se déguste à une température comprise entre 8 et 10 °C. Il se gardera 1 - 2 ans.

## Production
Province, saison, volume en hectolitres :
- Udine (1990/91) 1384,91
- Udine (1991/92) 1784,31
- Udine (1992/93) 3257,16
- Udine (1993/94) 3752,18
- Udine (1994/95) 3319,61
- Udine (1995/96) 3300,88
- Udine (1996/97) 4328,39